# Chronologie de la Moldavie

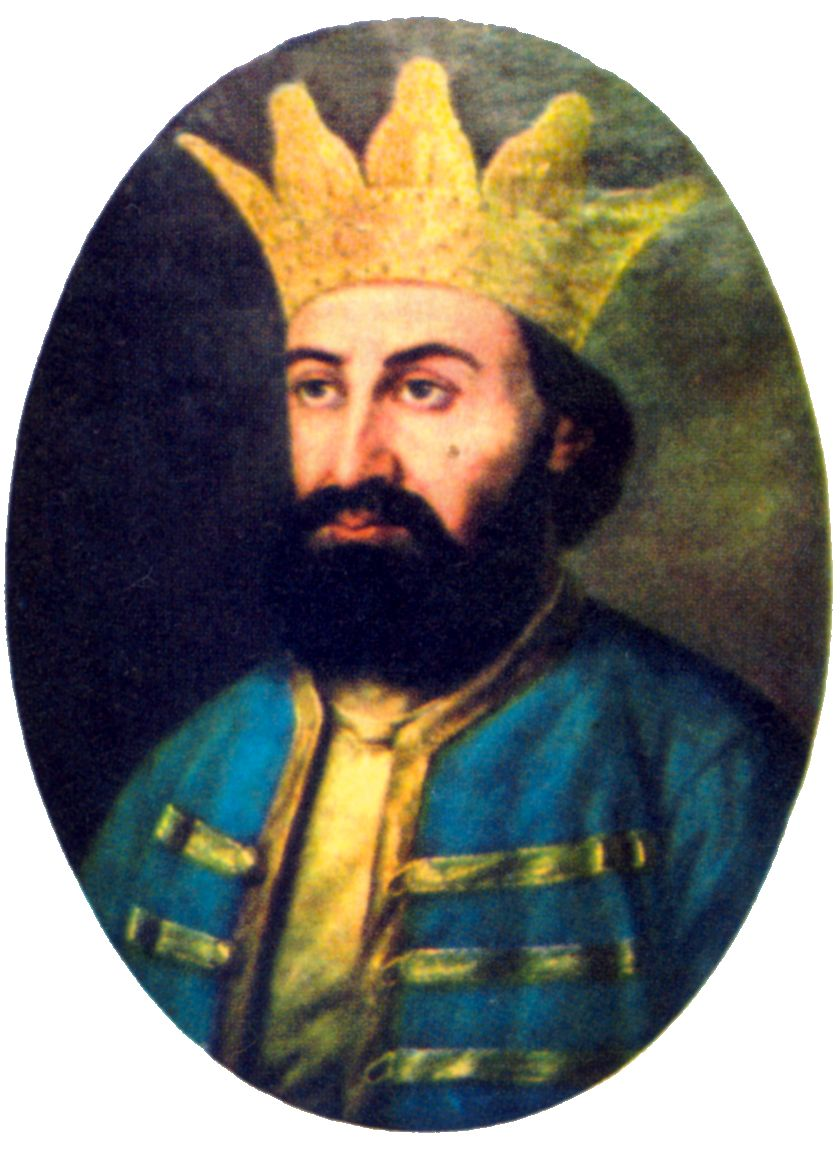
Bogdan Ier de Moldavie.

Cette chronologie de l'Histoire de la Moldavie nous donne les clés pour mieux comprendre l'histoire de la Moldavie, l'histoire des peuples qui ont vécu ou vivent dans l'actuelle Moldavie.